# Mads Schifter Holm
Mads Schifter Holm (12. maj 1800 i København – 26. november 1874 sammesteds) var en dansk arkitekt.

## Uddannelse og rejser
Han var søn af urtekræmmer og kaptajn ved Borgervæbningen Henrik Holm (1761-1830) og Michaeline Dorothea f. Schmidt (1776-1843). Han kom tidligt på Kunstakademiet, således at han allerede 1817 vandt den lille og 1820 den store sølvmedalje som bygmester, og var derefter for en tid konduktør hos C.F. Hansen ved fuldførelsen af Frederik V's Kapel i Roskilde Domkirke. Da hans talent syntes at gå mere i praktisk retning, rådede Akademiet ham til at lægge sig efter bro- og vandbygningskunst. Understøttet af grev Adam Wilhelm Moltke og hofråd Joseph Hambro rejste han i april 1824 til Holland og derfra til Tyskland. Året efter søgte han understøttelse af Fonden ad usus publicos til et værk om bygningskunsten, som han ville udgive i forening med litografen Carl Henckel. Med rejsepenge derfra (300 rigsdaler »engang for alle«) besøgte han Italien, navnlig Rom, hvor Bertel Thorvaldsen »uopfordret« tegnede sig som første subskribent på hans værk over bygningskunsten, Vignola (efter Giacomo Barozzi da Vignola), hvoraf han senere indsendte en prøve til Akademiet, der fandt arbejdet vel udført. Efter sin hjemkomst (1827) ønskede han at agreeres på udkast til "Et Museum", men fordi han ikke havde rejst på Akademiets stipendium og ikke særlig udmærket sig i kunstnerisk retning, nægtede Akademiet at agreere ham.

## Praktisk gerning
Da hans fremtid ved Akademiet dermed var ham afskåret, tog han snart efter borgerskab som tømrermester, levede en tid i Thisted og Hamborg, men for øvrigt i København, hvor han den 10. november 1832 blev gift med Hanne Jacobine Kehlet, adopteret From (1809-1875), datter af hørkræmmer Reimer Kehlet og Johanne Erigine f. Werth, anden gang gift med agent Jakob Bertram From. Han byggede en række borgerhuse i en klassicisme, som ikke adskiller sig fra "ildebrandshusene" fra omkring 1800. De fleste af disse er blevet fredet.
Efter et langt liv, væsentlig viet til praktisk virksomhed, døde han den 26. november 1874. Af hans værk Vignola udkom 32 blade, uden årstal, men sikkert kort efter hans hjemkomst fra Italien. Foruden sine akademiske tegninger (1818 og 1821) udstillede han 1824-29 på Charlottenborg Forårsudstilling nogle udkast, bl.a. 1827 en række tegninger til broer af forskellig konstruktion.
Han er begravet på Assistens Kirkegård.

## Værker
Borgerhuse i København:
- Nørregade 18 (1834-35, fredet)
- Hauser Plads 14 (1835-36, fredet)
- Nørregade 30 (1837-38)
- Fiolstræde 12-14 (1837-39, fredet)